# Juan Vigil de Quiñones y Labiada
Juan Vigil de Quiñones y Labiada (Caldones, Gijón - Segovia, 1 de septiembre de 1617) fue un noble y eclesiástico español que ocupó las cátedras de Valladolid (1607-1616) y Segovia (1616-1617).

## Biografía
Nació en San Vicente de Caldones (Oviedo), siendo hijo de Toribio Vigil de Quiñones y de Catalina de la Labiada, ambos de familia noble. Fue enviado a estudiar a la Universidad de Salamanca, perteneciendo al colegio de San Pelayo, y en 1582 pasó al colegio de Santa Cruz de Valladolid, donde tuvo cátedra en Decretos. En 1589 fue promovido a la Inquisición, y en 1607 nombrado obispo de Valladolid, donde se mantuvo hasta el 18 de julio de 1616, que fue elegido obispo de Segovia, en sucesión de Antonio Idiáquez Manrique. Hizo su entrada el 25 de octubre del mismo año, día de San Frutos, patrón de la ciudad, y falleció en ella el 1 de septiembre de 1617.
Fue enterrado primeramente en la catedral de Segovia, y trasladado en 1627 a la catedral de Oviedo, donde yace sepultado en una capilla que mandó construir para ello.
| Predecesor: Juan Bautista Acevedo     | Obispo de Valladolid 1607-1616 | Sucesor: Francisco Sobrino Morillas |
| Predecesor: Antonio Idiáquez Manrique | Obispo de Segovia 1616-1617    | Sucesor: Alfonso Márquez de Prado   |